# سينثيا أداي روبنسون
سينثيا أداي روبنسون (بالإنجليزية: Cynthia Addai-Robinson)‏ هي ممثلة أمريكية، ولدت في 12 يناير 1985 بلندن في المملكة المتحدة.

## أعمال

### أفلام
- (2011) كولومبيانا[4][5]
- (2016) المحاسب[6]

### مسلسلات
- القناص
- سبارتاكوس

## وصلات خارجية
- سينثيا أداي روبنسون على موقع IMDb (الإنجليزية)
- سينثيا أداي روبنسون على موقع ألو سيني (الفرنسية)
- سينثيا أداي روبنسون على موقع قاعدة بيانات الفيلم (الإنجليزية)